# ۳-نیتروبنزانترون
۳-نیتروبنزانترون (به انگلیسی: 3-Nitrobenzanthrone) با فرمول شیمیایی C۱۷H۹NO۳ یک ترکیب شیمیایی است. که جرم مولی آن ۲۷۵٫۲۶ g/mol می‌باشد. 